# Liste der Monuments historiques in Morizécourt
Die Liste der Monuments historiques in Morizécourt führt die Monuments historiques in der französischen Gemeinde Morizécourt auf.

## Liste der Immobilien
| Bezeichnung                   | Beschreibung | Standort            | Kennzeichnung | Schutzstatus | Datum | Bild |
| ----------------------------- | --- | ------------------- | ------------- | ------------ | ----- | ---- |
| Priorat St-Georges de Deuilly | ehemaliges Benediktinerkloster, 1044 gegründet; erhalten das Hauptgebäude mit Kapelle, Kreuzgang und Kapitelsaal, um 1625 | 13 rue Neuve (Lage) | PA00107208    | Inscrit      | 1976  |      |